# Паковый лёд
Па́ковый лёд — морской лёд толщиной не менее 3 метров, просуществовавший более 2 годовых циклов нарастания и таяния. В виде обширных ледяных полей наблюдается преимущественно в Арктическом бассейне. Более правильное название — многолетний лёд.
В английском языке под паковым льдом понимаются свободно плавающие ледяные массивы, сползшие в воду и оторвавшиеся от ледников на суше, а также дрейфовавшие льдины, захваченные впоследствии прибрежным льдом.
У морского льда есть такое свойство: уже при образовании он отличается меньшей солёностью, чем морская вода. По мере продолжения «жизни» он всё более приближается к пресному состоянию и наконец становится годным для употребления в пищу.

## Иллюстрации
- Ледокол прокладывает путь сквозь молодое (однолетнее) ледяное поле
- В северной Атлантике
- Уменьшение площади паковых льдов в Арктике
- Структура и параметры массива пакового льда